# Igreja Batista da Avenida Franklin
A Igreja Batista da Avenida Franklin (em inglês:   Franklin Avenue Baptist Church) é uma megaigreja batista multissítio com sede em Nova Orleans, Luisiana, nos Estados Unidos, membra da Convenção Batista do Sul. O pastor principal da igreja é Fred Luter. 

## História
A igreja foi fundada em Nova Orleans em 1940. Em 1986, Fred Luter tornou-se pastor sênior da igreja, que tinha 65 membros. Em 1997, ela fez a dedicação de um novo prédio, incluindo um auditório para 2.000 lugares. Em 2005, quando a igreja tinha 7.000 membros, o furacão Katrina, inundou suas instalações e muitos membros deixaram a cidade. Em 2006, abriu campi em Baton Rouge e Houston. Em 2008, a igreja reabriu suas instalações reformadas na Franklin Avenue.    Em 2018, tinha 6.000 membros e fez a dedicação de um novo prédio, incluindo um auditório de 3.500 lugares.